# Entodontopsis contorte-operculata
Entodontopsis contorte-operculata är en bladmossart som beskrevs av Brotherus 1907. Entodontopsis contorte-operculata ingår i släktet Entodontopsis och familjen Stereophyllaceae. Inga underarter finns listade i Catalogue of Life.